# 1924年パリオリンピックの南アフリカ選手団
1924年パリオリンピックの南アフリカ選手団（1924ねんパリオリンピックのみなみアフリカせんしゅだん）は、1924年5月4日から7月27日にかけてフランスの首都パリで開催された1924年パリオリンピックの南アフリカ選手団、およびその競技結果。

## 概要
今大会は金メダル1個、銀メダル1個、銅メダル1個の合計3個のメダルを獲得した。

## メダル
| メダル | 選手名                 | 競技       | 種目             |
| ------ | ---------------------- | ---------- | ---------------- |
| 金     | ウィリアム・スミス     | ボクシング | 男子バンタム級   |
| 銀     | シドニー・アトキンソン | 陸上       | 男子110mハードル |
| 銅     | セシル・マクマスター   | 陸上       | 男子10km競歩     |